# Gertrude Bohnert
Gertrude Bohnert-Erni (Luzern, 2 april 1908 - aldaar, 20 september 1948) was een Zwitserse kunstschilderes en beeldhouwster. Zij nam deel aan de Olympische Zomerspelen van 1948.

## Biografie
Gertrude Bohnert werd geboren in Luzern in 1908 en was de eerste echtgenote van Hans Erni, die in 1948 ook deelnam aan kunstwedstrijden op de Olympische Spelen. In 1946 werd hun dochter Simone Erni geboren. Enkele maanden na haar deelname aan de Olympische Spelen echter zou Bohnert in een ongeval om het leven komen op 40-jarige leeftijd.

## Belangrijkste resultaten

### Olympische Zomerspelen
| Jaar | Plaats | Discipline       | Onderdeel      | Resultaat |
| ---- | ------ | ---------------- | -------------- | --------- |
| 1948 | Londen | kunstwedstrijden | schilderkunst  | deelname  |
| 1948 | Londen | kunstwedstrijden | beeldhouwkunst | deelname  |

- Gemeinsame Normdatei: 1089377444
- SIKART: 4024035
- Virtual International Authority File: 471145857891023020786
- WorldCat: E39PBJgmJR7FcQdfC8FTtqr8YP